# Republikánská Sinn Féin
Republikánská Sinn Féin (irsky Sinn Féin Poblachtach, zkr. RSF) je irská republikánská organizace působící v Irsku. Aktivní hnutí RSF ale není registrováno jako politická strana v Severním Irsku nebo Irsku. Vznikla v roce 1986 v důsledku rozkolu v Sinn Féin. Organizace vidí sama sebe jako reprezentanta pravého nebo tradičního irského republikanismu, zatímco v mainstreamových médiích je označována jako disidentská republikánská organizace. Republikánská Sinn Féin odmítá zastavení užívání politického násilí a byla napojena na Pokračující irskou republikánskou armádu. Je toho názoru, že Irsko nadále existuje a je vládou je de iure Armádní řada Pokračující irské republikánské armády. Proto pokud bude zvolena, její členové odmítnou vzít svá místa v Oireachtasu. Strana však nekandiduje na území Severního Irska.